# エミール・クーパー
エミール・アリベルトヴィチ・クーパー（ロシア語: Эмиль Альбертович Купер、英語: Emil Albertovich Cooper, 1877年12月13日（ユリウス暦12月1日） - 1960年11月16日）は、ロシア出身のイギリスの指揮者。ウクライナのヘルソン生まれ。

## 経歴
オデッサ音楽院でヴァイオリンと作曲を学び、1898年までヴァイオリニストとして活躍した。一方、アルトゥール・ニキシュに指揮法を師事し、1899年からフョードル・シャリアピンやレオニード・ソビノフらの伴奏指揮者となり、オペラ指揮者としての腕を磨いた。1909年には、リムスキー＝コルサコフの歌劇《金鶏》の初演を行っている。また、1912年にはグリエールの交響曲第3番「イリヤ・ムーロメッツ」の初演も手掛けている。1920年から1923年までペトログラード国立フィルハーモニー交響楽団の音楽監督を務めた。
1924年にヨーロッパに亡命し、フリーランスで活躍した。ニューヨークで死去。